# Reiterdenkmal Friedrich Franz II.

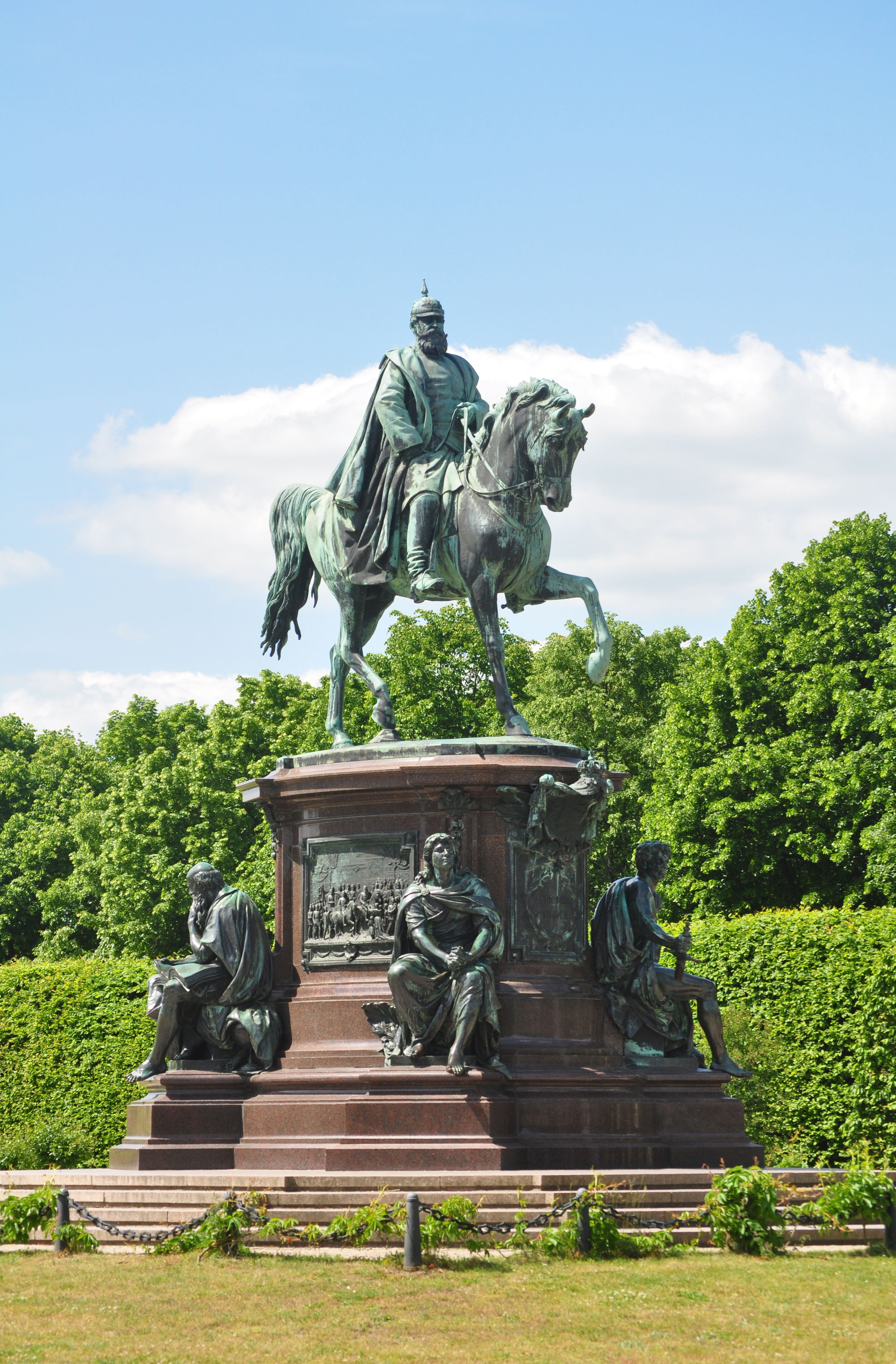
Reiterdenkmal Friedrich Franz II. in Schwerin

Das Reiterdenkmal Friedrich Franz II. in Schwerin wurde 1893 im Stil des Neobarock nach Entwürfen des Bildhauers Ludwig Brunow eingeweiht. Es steht im Schweriner Schlossgarten ganz in der Nähe des Schlosses und ist damit seit 2024 Teil des UNESCO-Welterbes Residenzensemble Schwerin.

## Geschichte
Am 15. April 1883 starb der Großherzog Friedrich Franz II. von Mecklenburg an den Folgen einer Lungenentzündung. Kaum war die feierliche Beisetzung im Dom zu Schwerin verstrichen, da fasste man bei Hofe den Beschluss, dem Großherzog ein monumentales Denkmal zu setzen. Der in Mecklenburg geborene Bildhauer Ludwig Brunow wurde um einen Kostenvoranschlag für ein Reiterdenkmal mit umfangreicher Sockelgestaltung gebeten. Er bezifferte den Kostenaufwand auf 250.000 Mark.
Im September des Jahres startete ein erster Spendenaufruf, der in 55 mecklenburgischen Zeitungen erschien, auch bemühte man die mecklenburgischen Konsulate im Ausland und beim kaiserlichen Hof für die Suche nach spendenfreudigen Landsleuten. Diese Aktion zeigte schnell Erfolg: im Januar 1885 standen bereits 218.000 Mark zur Verfügung, der Restbetrag sollte durch Verzinsung des Spendengeldes erzielt werden.

## Die Entwürfe und Modelle

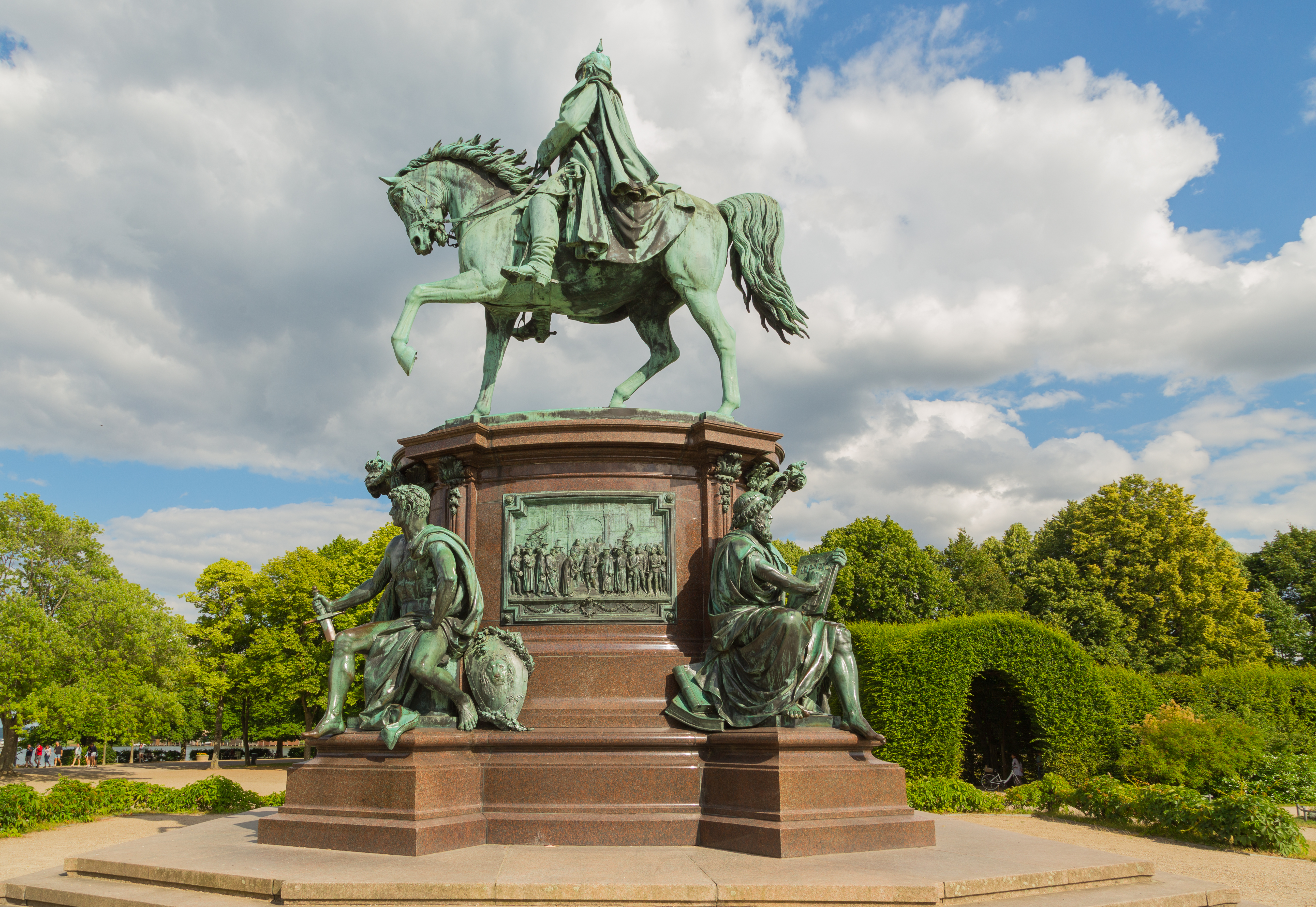
Seitenansicht des Reiterstandbildes

Im Herbst 1884 hatte Brunow drei detaillierte Entwürfe vorgestellt, die beim auftraggebenden Denkmalskomitee breite Zustimmung fanden. Auch Großherzog Friedrich Franz III. äußerte seine Zustimmung und gab dem Künstler kleine Anregungen, u. a. zur Anordnung der Sockelfiguren.
Vorbilder für den Künstler waren das spätantike Reiterstandbild Mark Aurels in Rom und das hochbarocke Reiterstandbild des Großen Kurfürsten von Andreas Schlüter in Berlin.
Die zunächst geplanten Sockelfiguren symbolisierten als allegorische Darstellungen mit Bezug auf das Großherzogtum Mecklenburg: „Kriegerische Wehrkraft“, „Ernährende Landwirtschaft“, „Pflege der Wissenschaft“ sowie „Handel und Schiffahrt“. Diese Ikonographie ist später jedoch zugunsten der vier Herrschertugenden „Stärke“ (Wehrkraft), „Gerechtigkeit“ (Gesetz), „Weisheit“ und „Glaube“ verändert worden. Ebenso musste sich der Künstler bei den Motiven der Sockelreliefs später den Wünschen des Großherzogs beugen. Das eine Relief sah zunächst vor: „einen Genius der Baukunst auf einem am Boden liegenden korinthischen Kapitell, links und rechts reizende Putten beschäftigt mit Baurissen und Werkzeugen der Bauleute, im Hintergrund die Umrisse der Hauptbauten aus der Regierungszeit von Friedrich Franz II. = Künste des Friedens.“ Das andere Relief sollte zeigen: „die Viktoria mit Lorbeerkranz und Palmzweig in den Händen, zu beiden Seiten Putten mit Trommeln, Trompeten und Siegestrophäen = Kriegskunst.“
Einen detaillierten Kostenvoranschlag legte der Künstler im September 1885 vor. Für die Gesamtsumme von 272.000 Mark wollte Brunow die Reiterstatue in Bronze von 1 2/3 natürlicher Größe (4,57 m bei einer Gesamthöhe von ca. 9 m), vier allegorische Sockelfiguren in Bronze von 1 ½ natürlicher Größe, zwei Bildreliefs in Bronze und den Granitsockel liefern, inklusive aller vorbereitenden Arbeiten.
Im Dezember 1887 meldete er die vertragsgemäße Fertigstellung der Hilfsmodelle. Im April 1889 waren die ersten zwei Gussmodelle für die Sockelfiguren „Gesetz“ und „Frömmigkeit“ vollendet. Inzwischen stand mit der Firma Schäffer & Walcker in Berlin eine namhafte Gießerei unter Vertrag mit dem Künstler. Gegossen, ziseliert und patiniert standen die zwei Figuren im April 1890 zur Abnahme bereit. Nach kurzfristig gegebener Zustimmung durch das Denkmalskomitee konnte Brunow die beiden Skulpturen auf der Großen Berliner Kunstausstellung von 1890 präsentieren. Der Auftrag für den Sockel ging an die Steinmetzfirma Kessel & Röhl in Berlin. Die Gesamthöhe des Sockels war auf 4,10 m konzipiert, die Seiten sollten oval abgerundet werden mit ca. 1,00 m hohen Postamenten für die sitzenden Eckfiguren.
Anfang Juni 1890 waren die Gussmodelle für Pferd und Reiter vollendet und von Bildhauer Alexander Calandrelli fachlich beurteilt worden. Danach blieben die Modelle noch einige Monate bei Brunow im Atelier zur freien Besichtigung, wo u. a. Kaiser Wilhelm II. sein lebhaftes Interesse bekundete.
Im Sommer 1891 war Bildhauer Brunow vollauf beschäftigt mit dem Modellieren der Reliefs, deren Motive inzwischen auf Wunsch des Großherzogs geändert worden waren:
- „Einzug des Großherzogs Friedrich Franz II. 1871 in Schwerin“
- „Einweihung des neuen Universitätsgebäudes 1871 in Rostock“

Die Figuren der Reliefs zeigen zahlreiche zeitgenössische Persönlichkeiten, die zum Teil am Rand der Reliefs benannt sind. Auf dem so genannten „Einzugsrelief“ hat auch Brunow sich selbst im schaulustigen Publikum verewigt.
Unterdessen war im August 1891 der Guss der Reiterstatue vollendet. Bis Juni 1892 waren auch die verbliebenen Eckfiguren „Weisheit“ und „Wehrkraft“ zur vollen Zufriedenheit aller Beteiligten fertig.

## Einweihung

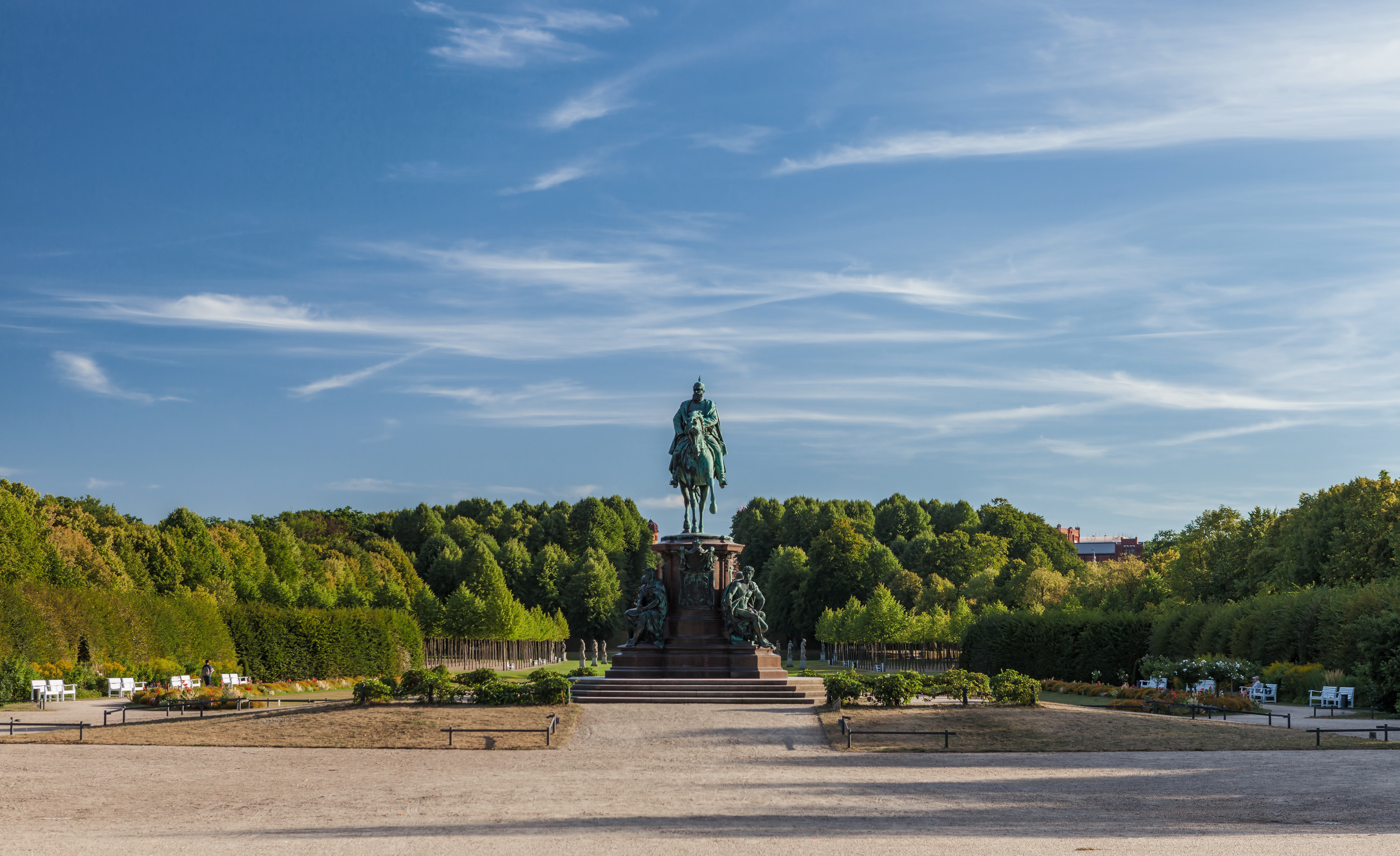
Vorderansicht des Reiterstandbildes

Die feierliche Enthüllung des Denkmals setzte der Großherzog auf den 24. August 1893 fest. Die umfangreiche Gästeliste führte Kaiser Wilhelm II. mit seiner Familie an. Außer der kaiserlichen und der großherzoglichen Familie waren u. a. eingeladen: Großfürst Wladimir von Russland mit Familie, Herzog Ernst I. von Sachsen-Altenburg, Prinz Adolf von Schwarzburg-Rudolstadt, die Prinzen Reuß j. L. Heinrich VII. (dem Bruder von Auguste Reuß zu Köstritz, Friedrich Franz II. erster Frau) und Heinrich XVIII. sowie zahlreicher weiterer höfischer Adel. Bürgerliche Gäste und Einwohner der Stadt konnten – soweit sie nicht Ehrengäste waren – Eintrittskarten erwerben.
Zur militärischen Umrahmung der Feier traten an: die 1. Kompanie des Füsilier-Regiments Nr. 90 aus Rostock und eine Eskadron des Dragonerregiments Nr. 17 und 18 aus Ludwigslust. Außerdem spielte das 3. Bataillon des Grenadier-Regiments Nr. 89 aus Schwerin. Nach einigen Hymnen und Lobgesängen auf den seligen Friedrich Franz II., sowie einer von Archivrat Friedrich Schlie geschriebenen Festrede, fielen die Hüllen des Denkmals und die Residenzstadt war um ein Wahrzeichen reicher. Bildhauer Ludwig Brunow, für den das Reiterdenkmal der Höhepunkt seines künstlerischen Lebens war, erhielt für seine Arbeit in dankbarer Anerkennung das „Ritterkreuz des Hausordens der Wendischen Krone“ und die Würde eines „Großherzoglichen Professors“ verliehen.
Als schicksalhaft für den Erhalt des Denkmals erwies sich im September 1942 die Tatsache, dass es nach kurzer Recherche dem großherzoglichen Besitz zugeordnet wurde und damit vor einer staatlichen Beschlagnahme verschont blieb. Zuvor hatte das Reichskriegsministeriums von der Stadt gefordert, die vier Eckfiguren zu demontieren und für die Rüstung einschmelzen zu lassen. Wie sehr das Denkmal auch nach dem Krieg gefährdet war, zeigen die Bemühungen des Ministeriums für Volksbildung der DDR im Sommer 1951 die Bronze der „volkswirtschaftlich notwendigen“ Verschrottung zuzuführen, was durch geschickte Einflussnahme des Landesdenkmalpflegers und die Langatmigkeit der Bürokratie noch verhindert werden konnte. Somit überstand das Reiterdenkmal die Kriegsjahre und den Bildersturm danach unbeschädigt als hervorragendes Zeugnis mecklenburgischer (Kunst-)Geschichte.

## Verbleib der Gussmodelle

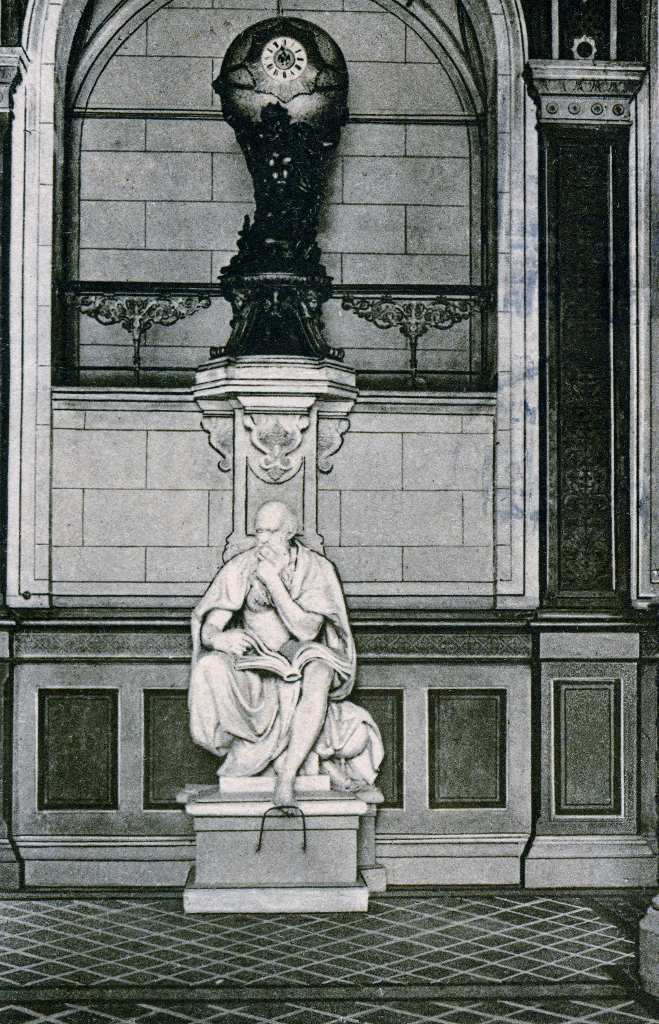
"Weisheit" in der Uni Rostock

Unmittelbar nachdem alle Bronzeteile gegossen worden waren, unterbreitete Brunow der Denkmalskommission im Juli 1893 Vorschläge zum Verbleib der einzelnen Großmodelle, es wäre doch zu schade, diese zu zerstören. Als mögliche Aufstellungsorte schlug er vor:
- die Reiterstatue im Rathaus Rostock,
- „Gerechtigkeit“ (Gesetz) im Oberlandesgericht Rostock,
- „Glaube“ (Frömmigkeit) im Konsistoriatssaal Rostock,
- „Stärke“ (Wehrkraft) im Arsenal Schwerin,
- „Weisheit“ in der Universität Rostock,
- das „Einzugsrelief“ in einem öffentlichen Gebäude,
- das „Universitätsrelief“ in der Universität Rostock.

Während über das Schicksal der Reliefs und Sockelfiguren – ausgenommen der Weisheit – noch keine eindeutigen Ergebnisse vorliegen, so liegen solche über das der Reiterfigur vor. Diese ist in der oberen Rathaushalle in Rostock aufgestellt worden. 1901 zeigten sich jedoch Risse im Fußboden, was eine Entfernung der etwa 2500 kg schweren Statue zur Folge hatte. Aus finanziellen Gründen kam der Vorschlag zum Ersatz des Gipsmodells durch eine verkleinerte Replik in Bronze nicht zur Realisierung.
Das Hilfsmodell kam nachweislich in die militärhistorische Sammlung des Arsenals in Schwerin und ersetzte dort eine am 15. April 1884 zum 1. Todestag des Großherzogs geweihte Gipsbüste. Im Laufe des Jahres 1922 übergab man die Sammlung dem Landesmuseum. Ein Teil kam im Schweriner Schloss zur Ausstellung und befand sich hier bis 1945. Über den Verbleib des Denkmalmodells ist nichts weiter bekannt.

## Repliken

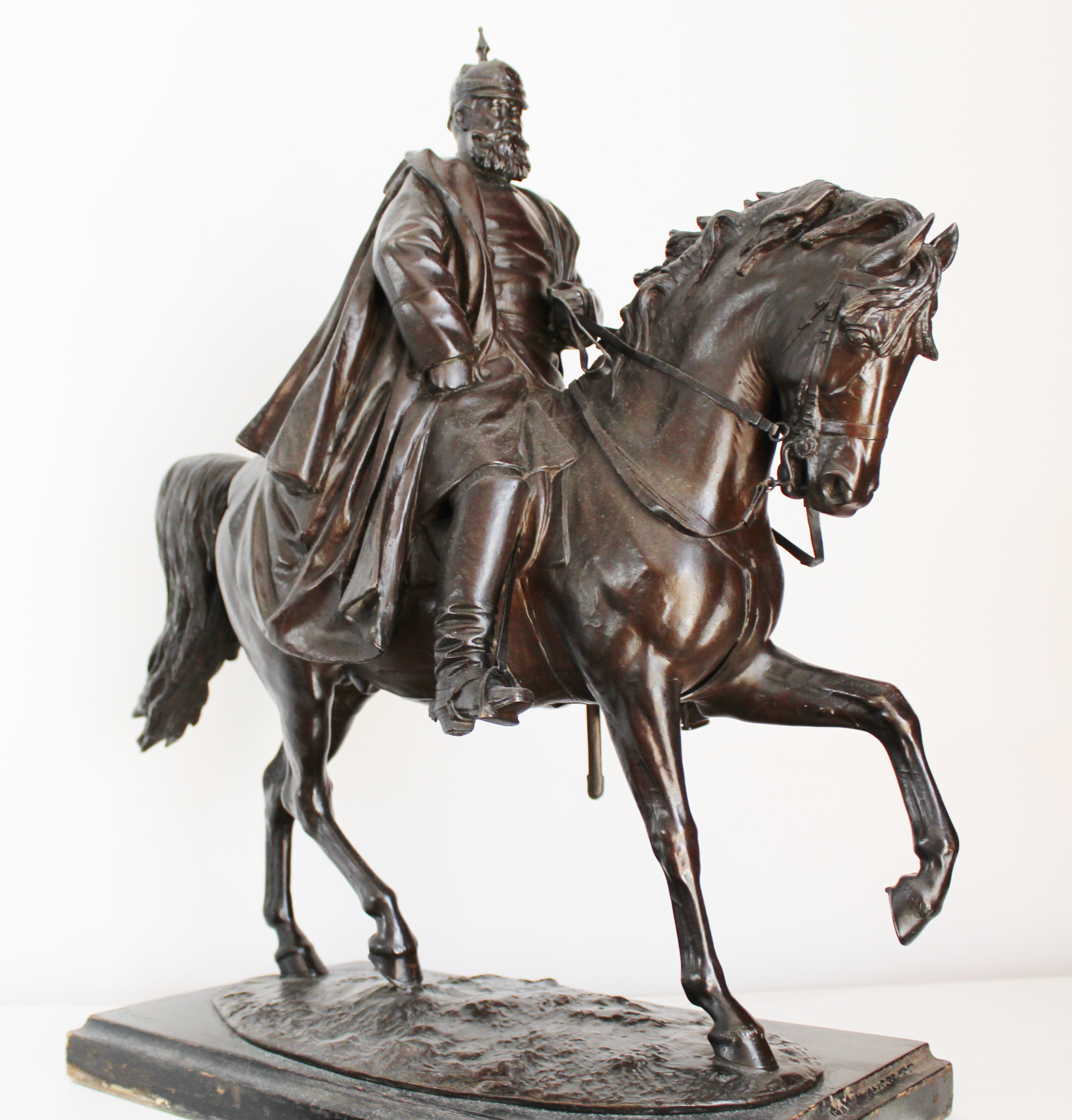
Replik der Reiterfigur

Zum 80. Geburtstag Otto von Bismarcks ließ Das dankbare Mecklenburg eine von Ludwig Brunow selbst neu modellierte Replik des kompletten Denkmals von knapp einem Meter Höhe anfertigen und bei Schäffer & Walcker in Berlin in Bronze gießen. Nach öffentlicher Ausstellung in Güstrow, Rostock und Schwerin überbrachte ein Jahr später im Mai 1896 eine Abordnung von 17 Herren unter Führung von Friedrich Schlie dem ehemaligen Reichskanzler das Geschenk in dessen Ruhesitz Friedrichsruh. Später im Bismarck-Museum Schönhausen inventarisiert kam dieses Exemplar am 19. Januar 2016 im Auktionshaus Sotheby’s in London zur Auktion.
Eine zweite Replik war ein Geschenk der Ritterschaft des mecklenburgischen und wendischen Kreises zur Vermählung der niederländischen Königin Wilhelmina mit Herzog Heinrich zu Mecklenburg am 7. Februar 1901.
Bekannt sind auch unsignierte Repliken des Reiterstandbildes ohne Sockel in bronziertem Zinkguss, ein Exemplar wurde 2007 bei Ebay angeboten und verkauft, weitere 2015 bzw. 2025 auf Auktionen in München und Stuttgart.